# 錫格爾縣
錫格爾縣（Sikar district）是印度拉賈斯坦邦的一個縣，位於該國西北部，面積7,742平方公里，識字率為72.98%，2011年人口2,677,737，人口密度每平方公里346人。

## 外部連結
- Sikar Zila parishad web site （页面存档备份，存于）
- Sikar District web site
- Photo gallery of Sikar